# عدنان صويلح
عدنان صويلح (1949-2007 م)مدير بالنيابة للمفوضية العليا لالأمم المتحدة لشؤون اللاجئين.ولد سنة 1949 بمدينة قسنطينة عاصمة الشرق الجزائري. والده عبد الحفيظ صويلح، الذي أسماه الإبراهيمي «بالجنان» نسبة إلى امتلاك عائلته للبساتين في منطقة (المنية) بقسنطينة، وكان مديرا لمدرسة التربية والتعليم في زمن العربي التبسي والصادق حماني والشيخ محمد البشير الإبراهيمي، كما تتلمذ وصاحب الشيخ عبد الحميد بن باديس.

## مسيرته
درس عدنان صويلح بعد نجاحه في البكالوريا في جامعة بروكسل ببلجيكا، حيث حصل على دكتوراه دولة في علم الاجتماع في اختصاص علم الديموغرافية.
وفي عام 1989 إنضم للأمم المتحدة وعمل في السنغال واليمن والأردن، وقرر منذ سنة2003، العودة إلى الجزائر، حيث انضم إلى المفوضية العليا لشؤون اللاجئين وسبق له وأن عمل مستشارا في وزارة الصحة في عهد الوزير عبد الرزاق بوحارة ووزارة التربية والتعليم في عهد الوزيرة زهور ونيسي.

## وفاته
توفي يوم 11 ديسمبر 2007م بالجزائر العاصمة وهو أحد ضحايا التفجير الإجرامي الذي استهدف مقر المفوضية العليا للأمم المتحدة بالجزائر.

## وصلة
- -مقال حول عدنان صويلح